# エルンスト・ファスト
エルンスト・ファスト（Ernst Fast、1881年1月21日 - 1959年10月26日）は、スウェーデンの陸上競技選手。1900年パリオリンピックの銅メダリストである。ストックホルム出身。

## 経歴
ファストは、1900年のパリ万博のスウェーデンのパビリオンで電気技師として働いていた。パリ万博では付属大会としてオリンピックが開催されていた。オリンピックに出場する予定はなかったファストであったが、1899年には10000mのスウェーデンチャンピオンになるなど長距離走の才能を有していたことから、突如マラソンに出場することとなった。
マラソンが行われた7月19日は、最高気温が39℃にも達する酷暑であった。レースはブローニュの森にあるラシン・クラブ・ド・フランスのグラウンドからスタート。パリの市街地の外周（おおむね現在のペリフェリック）を時計回りに回るコースで行われた。
ところが、稚拙な大会運営が選手たちに多大な困難を与えることとなった。コース案内を行う警官がルートの指示を誤ったり、道中のルートの表示をケチったりしたことから、数百メートルも間違えた道を戻らされたり、コースを迷う選手が続出した。
そのような中、コースをよく知っているフランスの2選手が、1位、2位を独占。ファストは、レース後半、足に不調を訴えながらも約30分遅れて3位でゴールした。
その後のファストは、1902年にデンマークのコペンハーゲンで行われたマラソンに出場し2時間50分30秒で優勝を果たしている。また、1904年のスウェーデン選手権の10000mでも再び優勝を果たしている。